# Nicolaes Tulp
Nicolaes Tulp (Amsterdam, 11 d'octubre de 1593 - Amsterdam, 12 de setembre de 1674) va ser un metge i polític neerlandès del segle xvii que en el seu temps va ser molt reconegut tant com: metge cirurgià; anatomista nomenat «Praelector d'Anatomia» que havia de regularitzar les disseccions públiques; un líder cívic elegit diverses vegades alcalde d'Amsterdam i també va exercir el paper de jutge com d'altres rols cívics; investigador, per ésser el primer de descriure un ximpanzé, d'altres dels seus interessos dintre de les seves recerques van ser la botànica, la teràpia amb medicaments i la producció de la Pharmacopoea holandesa oficial.

## Biografia
Nascut com Claes Pieterszoon va néixer dintre d'una família prospera, protestant i comerciant d'Amsterdam.
El 1611 es va matricular en la Universitat de Leiden, on va rebre la seva educació mèdica i es va graduar el 1614 defensant 24 proposicions De Cholera Humida. Entre els seus professors hi van ser Reinier Bontius, Aelius Vorstiis, i Pieter Paaw. Després d'acabar els seus estudis es va dirigir a Amsterdam on va practicar la medicina general i la cirurgia. El 1617 es va casar amb Aagfe Van der Voegh. Com un jove ambiciós, va adoptar la tulipa com el seu emblema heràldic i va canviar el nom a Nicolaes -una versió més adequada del nom Claes) Tulp 

També va estar molt involucrat en els projectes i assumptes de la ciutat d'Amsterdam, estant el 1622 escollit regidor d'Amstedam, i un dels 36 regidors de la ciutat. Càrrec per al qual serà escollit quatre vegades més en anys posteriors. Quatre vegades ell va servir com un dels quatre burgmestres -primer magistrat municipal d'algunes ciutats europees, nomenat també alcalde-, dues vegades va ser fideïcomissari de l'orfenat, set vegades tresorer de la ciutat, també es va exercir com a jutge, una vegada curador de l'escola de gramàtica i Ateneu -tot en el període d'un any-. Des de 1663 a 1665 i des de 1673 a 1674 va servir com un membre del Comitè de Regidors de l'Estat d'Holanda i representant de l'oest d'Amsterdam.
El 1628 Tulp va ser designat «Praelector Anatomiae» dels Cirurgians Guild, una posició que va mantenir fins a 1652. Els seus deures com Praelector d'Anatomiae van ser donar conferències sobre anatomia i cirurgia per als cirurgians aprenents i per realitzar disseccions públiques, de les quals nou han estat registrades.
En una de les seves classes de dissecció d'anatomia es va realitzar una auto-cirurgia pel constant dolor que patia. Valent-se del tacte i d'un mirall va localitzar el punt exacte en el perineu, a les seves zones pudendes, i es va realitzar una profunda incisió on sostreu entre orina i sang una gran pedra, la qual era la responsable del gran dolor i incontinència urinària.
Durant l'epidèmia de pesta de 1635, Tulp donava suport a la quarantena com una mesura de control per a la propagació de la malaltia. A causa de la ineficiència de les farmàcies locals, Tulp advocava reemplaçar-les sota el control de les municipalitats, resultant en la instal·lació de la primera autoritat mèdica local als Països Baixos, el Col·legi Metge d'Amsterdam. Una altra conseqüència concernent a Tulp va ser la publicació de la primera farmacopea neerlandesa, la Farmacopea Amstelaedamensis, quina major part va ser escrita per ell.

### Observationes Medicae

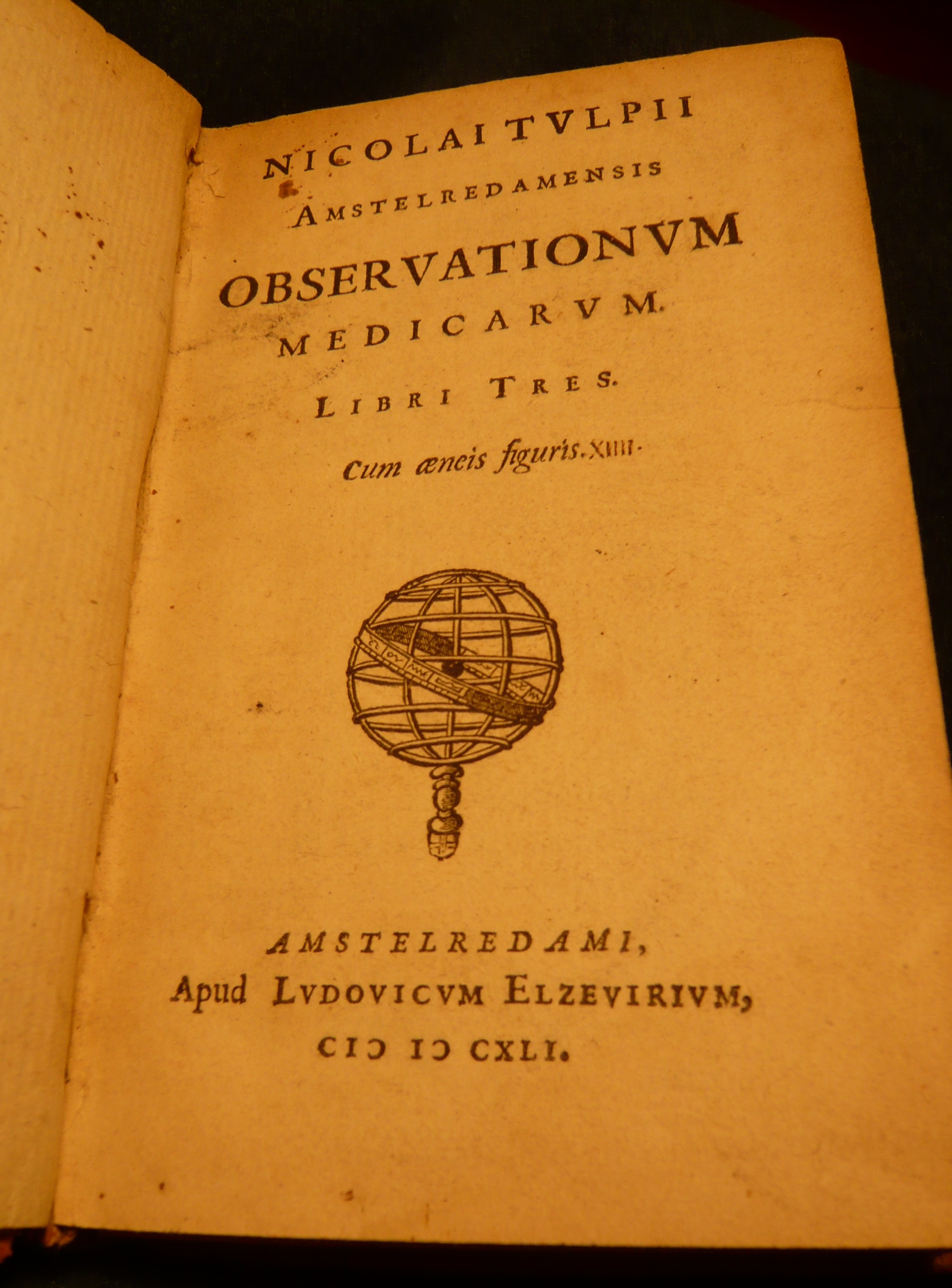
Pàgina del títol de l'any 1641, publicat per Lodewijk Elzevir.

Els resultats científics de Tulp sobre els seus interessos mèdics i anatòmics van ser publicats en el seu treball principal, Observationvm Medicarvm. Libri Tres el 1641. Aquest llibre conté 228 històries, pel que és obvi que hagi tornat a descobrir els vasos quilífers de l'intestí prim i va ser el primer de descriure la vàlvula ileocecal a l'encreuament de l'intestí gros amb el prim. Les seves destacades habilitats anatòmiques i de cirurgia són evidents en la descripció de les formes per remoure les pedres uretrals i, en el cas d'un trauma al cap, fragments de crani que pressionen sobre el cervell. Altres importants observacions són les pulsacions de la melsa, la importància de la cua equina, i la primera descripció d'un ximpanzé a Europa, que formarà les bases per a moltes teories de l'origen de l'home. En particular, el treball de Tulp i el de Jacob de Bondt va ser copiat i reeditat per Linné per mostrar un vincle entre els simis i l'home.
Nicolaes Tulp junt amb Jacobo Bondt i l'anatomista anglès Edward Tyson, van contribuir decisivament a la primatologia. Els seus estudis van afavorir la teoria evolutiva de Darwin, en contemplar els simis com l'ésser viu més semblant als avantpassats de l'espècie humana. Encara que la ciència biològica es trobés encara amb les idees creacionistes i faltés prop de segle i mig per iniciar la substitució per les idees evolucionistes, les seves recerques ja conjecturaven la procedència primat a l'Homo sapiens en l'arbre evolutiu. Amb això, van plantejar interrogants científiques i filosòfiques claus per a l'antropologia actual, motiu per traçar una certa continuïtat entre les seves aportacions i la ciència biològica postdarwiniana.

Nicolaes Tulp va nomenar sàtirs o simis, igual que Galè als animals que avui es diuen macaco, que són un gènere de primats catarrins de la família Cercopithecidae, i en el seu llibre Observacions mèdiques, va emprar els vocables «orang-outang» -importat del malai per Bondt i del llibre del qual ho va adoptar- i «sàtir» -propi de la tradició clàssica sobre animals exòtics, monstres i quimeres-, per descriure un ximpanzé. Nicolaes Tulp ho va descriure:
| « | Encara que es troba fora del camp de la medicina afegeixo tanmateix a aquest treball al Sàtir Índic; portat, per a la realització d'aquesta memòria, d'Angola i lliurat a Federico Enric, Príncep d'Orange. Aquest sàtir era unquadrúpede; però a partir de la cara humana, que ell manifesta, se'l denomina per part dels Indis orang-outang o home dels boscos. Per la seva mida, s'assembla a un nen de tres anys; per la seva corpulència, a un de sis.[…] La seva cara imita la humana, però els seus nassos són plans i plegats cap a endins, a la manera d'una vella dona arrugada i esdentegada. Les seves orelles no es diferencien en veritat gens de la forma humana. Ni tampoc el bust, proveït a tots dos costats amb mames rodones -ja que era de sexe femení-; l'abdomen tenia un molt profund melic; i els seus membres tant superior com inferior eren tan semblants als de l'home que un podria gairebé no distingir-los, com si es tractés de diferenciar dos ous. | » |

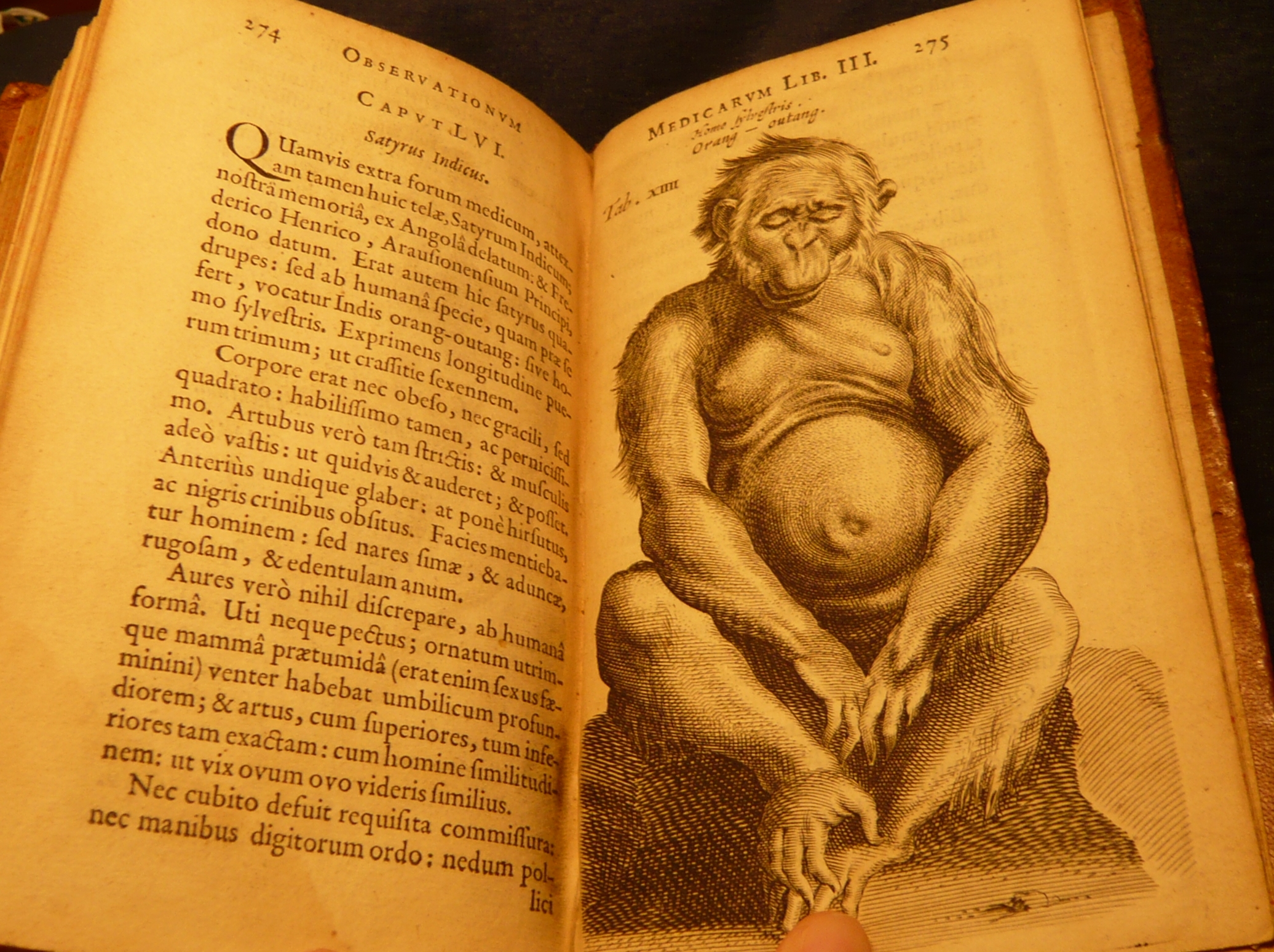
Pàgina del llibre del Dr. Tulp, amb possiblement, la primera il·lustració de un ximpanzé a Europa.

Aquesta femella de ximpanzé va ser dibuixada amb llavis facials exageradament estesos, probablement per il·lustrar el caràcter libidinós de l'animal, perquè el seu gest d'estendre i vibrar els llavis era considerat obscè a l'època. Com el seu amic Bondt, les observacions de Nicolaes Tulp sobre aquest exemplar de ximpanzé femella no es van limitar als aspectes fisonòmics i anatòmics, també inclouen uns certs apunts etològics vistosos, referits als modals manifestats per l'animal per emprar estris propis de l'alimentació:
| « | Quan volia beure, agafava pel seu agafador un càntir amb una mà col·locant l'altra clarament sota la base del recipient i després es netejava qualsevol humitat residual que hagués quedat en els seus llavis d'una manera en no res menys correcta i delicada d'aquella que s'observa a la cort dels prínceps.[…] Demostrava la mateixa destresa quan es dirigia al seu llit. Preferia inclinar el seu cap sobre el coixí i embolcallava confortablement el seu cos amb les mantes, cobrint el seu cos així com ho fa la majoria de la gent quan es fica al llit. | » |

## Nicolaes Tulp a l'art

Lliçó d'anatomia del Dr. Nicolaes Tulp per Rembrandt.

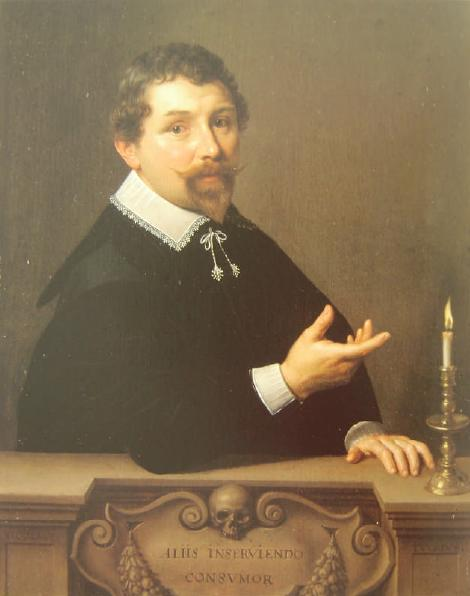
Retrat de Nicolaes Tulp per Nicolaes Eliaszoon Pickenoy

El Praelector donava lliçons d'anatomia cada hivern, realitzant-les amb les víctimes de linxament públic. En aquest moment la dissecció dels cossos només era legal si el subjecte era un criminal i es consideraven fora de l'Església. Les disseccions es realitzaven amb el consentiment del consell de la ciutat, i eren un mitjà per recaptar fons. Tots els membres del consell i de l'aliança estaven obligats a assistir i pagar una quota d'admissió. A tot Europa, aquestes disseccions van ser fetes per prominents erudits, els qui intercanviaven idees sobre l'anatomia i els processos químics del cos humà.
Com corresponia a un nou Praelector, el gremi va encarregar un nou retrat de grup dels regidors prominents i mestres del gremi. El pintor Rembrandt, jove de 26 anys, va guanyar aquest encàrrec i va fer una famosa pintura: Lliçó d'anatomia del Dr. Nicolaes Tulp. Aquesta pintura, que ara penja al Mauritshuis museu de La Haia, representa a Tulp fent una dissecció d'un criminal a l'avantbraç. Hi ha hagut molta especulació pel que fa a la raó de començar a l'avantbraç. Això és possiblement perquè el pensament mèdic a l'època es concentrava a les recents observacions sobre els vasos limfàtics i les venes blanques. N'hi va haver un popular text llatí anatòmic sobre aquest tema per William Harvey, anomenat Exercitatio Anatomica de Motu Cordis et Sanguinis en Animalibus, més tard ampliat i corregit per Marcello Malpighi.
Al Retrat de Nicolaes Tulp pintat per Nicolaes Eliaszoon Pickenoy el 1633 i conservat al Stedelijk Museum Amsterdam, es representa a Tulp assenyalant amb la mà dreta un ciri ardent. Al pedestal barroc de la balustrada on Tulp cerca suport, es llegeix el que el metge expressa amb aquest gest: Aliis inserviendo consumor («em consumeixo per servir a altres»). Tulp va comparar així el seu servei en interès del proïsme amb una espelma que s'extingeix fent llum al seu entorn.